# Файзуллин, Рафгат Шакирьянович
  Файзуллин Рафгат Шакирьянович  (13 августа 1904 года – 5 сентября 1983 года, Уфа, РСФСР, СССР) — актёр Башкирского государственного академического театра драмы им. М. Гафури. Народный артист Башкирской АССР (1964).

## Биография
Файзуллин Рафгат Шакирьянович  родился  3 августа 1904 года в г. Оренбурге.
В 1920 году окончил драматическую студию при политическом управлении Заволжского военного округа в г. Самара.
С  1924 по 1927 годы учился в киношколе при Управления проф. технического образования при Московском отделе народного образования (педагог  В.Р.Гардин).
С  1920 года работал в драматической студии Оренбурга, затем в Третьем Восточном театре Оренбурга. Осенью 1924 г. Р. Файзуллин уехал в Москву, где учился и работал в Московском татарском рабочем театре. С 1933 года работал главным режиссёром и актёром в Астраханском татарском театре, поставив за сезон три спектакля и сыграв  несколько ролей.
С  1934 года работал  актёром и режиссёром БАТД, одновременно преподавал в  Башкирском театрально-художественном училище.
Имея бронь,  Р. Файзуллин  в годы Великой Отечественной войны добровольцем ушёл на фронт. 6 августа 1942 года был ранен осколком снаряда.   9 августа 1942 года получил второе пулевое ранение. В госпитале, где он лечился, силами раненых бойцов и медперсонала поставил спектакль «Дочь рыбака». После лечения вновь воевал. В декабре 1942 года был вновь тяжело ранен и демобилизован.
Вернувшись в Уфу, был зачислен на должность режиссёра Башкирского государственного академического театра драмы имени М. Гафури.
В Башкирском  театре драмы поставил спектакли: “Туй дауам итә” (1947; “Свадьба продолжается”) М.Карима, “Саҡырылмаған ҡунаҡ” (1954; “Незваный гость”) Н.Наджми, “Муса Йәлил” (1956; “Муса Джалиль”) Н.Исанбета и др.
С 1959 по 1971 год работал режиссёром Комитета по ТВ и радиовещанию при Совете Министров БАССР.
На телевидении создал  телевизионный фильм “Здравствуй, Уфа!”, телеспектакли: “Каменный гость” и “Скупой рыцарь” по “Маленьким трагедиям” Пушкина, “Первый учитель” по повести Ч.Т.Айтматова, “Американец” К.Г.Тинчурина. 
Семья: супруга Р. Файзуллина Марьям Ханум после окончания Московской консерватории пела в Уфимском театре оперы и балета.
Скончался Рафгат Шакирьянович 5 сентября 1983 года в Уфе.  Похоронен на  мусульманском кладбище Уфы.

## Роли в спектаклях
Исмагил (“Галиябану”), Франц Моор (“Юлбаќарҙар” — “Разбойники” Ф.Шиллера), Шуйский (“Борис Годунов” А.С.Пушкина), Берест (“Платон Кречет” А.Е.Корнейчука),  Яго (“Отелло” У.Шекспира), Старик в фильме “Өмөт” (“Надежда”; “Баштелефильм”, 1972).

## Награды и звания
- Заслуженный артист Башкирской АССР (1944).
- Народный артист Башкирской АССР (1964).
- Орден Трудового Красного Знамени (1955).

## Память
В Уфе на доме по ул. Ленина, 9/11 установлена мемориальная доска с надписью: «В этом доме в 1959-1971 гг. жил народный артист БАССР Файзуллин Рафгат Шакирзянович (Рафгат Файзи)». Правильно считать что жил по 1983 год, умер в своей квартире 5.09.1983. 